# Unione Sportiva Fasano 1993-1994
Questa voce raccoglie le informazioni riguardanti  l'Unione Sportiva Fasano nelle competizioni ufficiali della stagione 1993-1994.

## Rosa
| N. |                   | Ruolo | Calciatore                 |
| -- | ----------------- | ----- | -------------------------- |
|    | Italia (bandiera) | C     | Angelo Andreoli            |
|    | Italia (bandiera) | C     | Nicola Basile              |
|    | Italia (bandiera) | D     | Stefano Caiaffa            |
|    | Italia (bandiera) | A     | Francesco Cavaliere        |
|    | Italia (bandiera) | D     | Donato Colucci             |
|    | Italia (bandiera) | P     | Gaetano Cuccovillo         |
|    | Italia (bandiera) | D     | Francesco Danza            |
|    | Italia (bandiera) | D     | Mauro Della Bona           |
|    | Italia (bandiera) | C     | Antonio De Lorenzo Buratta |
|    | Italia (bandiera) | A     | Francesco De Napoli        |
|    | Italia (bandiera) | C     | Cosimo Di Campi            |

| N. |                   | Ruolo | Calciatore                |  |
| -- | ----------------- | ----- | ------------------------- |  |
|    | Italia (bandiera) | C     | Alessandro Di Gianfilippo |  |
|    | Italia (bandiera) | P     | Luca Gentili              |  |
|    | Italia (bandiera) | D     | Massimo Gregori           |  |
|    | Italia (bandiera) | C     | Cataldo Leto Russo        |  |
|    | Italia (bandiera) | A     | Fabrizio Lopriore         |  |
|    | Italia (bandiera) | D     | Salvatore Miceli          |  |
|    | Italia (bandiera) | A     | Rosario Oristanio         |  |
|    | Italia (bandiera) | A     | Simone Pazzaglia          |  |
|    | Italia (bandiera) | C     | Francesco Peccarisi       |  |
|    | Italia (bandiera) | C     | Francesco Tosti           |  |